# Prionyx viduatus
Prionyx viduatus là một loài côn trùng cánh màng trong họ Sphecidae, thuộc chi Prionyx. Loài này được Christ miêu tả khoa học đầu tiên năm 1791.